# Park Hills (Misuri)
Park Hills es una ciudad ubicada en el condado de St. Francois en el estado estadounidense de Misuri. En el Censo de 2010 tenía una población de 8759 habitantes y una densidad poblacional de 165,62 personas por km².

## Geografía
Park Hills se encuentra ubicada en las coordenadas 37°49′18″N 90°30′39″O / 37.82167, -90.51083. Según la Oficina del Censo de los Estados Unidos, Park Hills tiene una superficie total de 52.89 km², de la cual 52.65 km² corresponden a tierra firme y (0.45%) 0.24 km² es agua.

## Demografía
Según el censo de 2010, había 8759 personas residiendo en Park Hills. La densidad de población era de 165,62 hab./km². De los 8759 habitantes, Park Hills estaba compuesto por el 95.34% blancos, el 1.96% eran afroamericanos, el 0.47% eran amerindios, el 0.41% eran asiáticos, el 0.13% eran isleños del Pacífico, el 0.25% eran de otras razas y el 1.44% pertenecían a dos o más razas. Del total de la población el 1.27% eran hispanos o latinos de cualquier raza.